# Послідовність престолонаслідування Польського трону

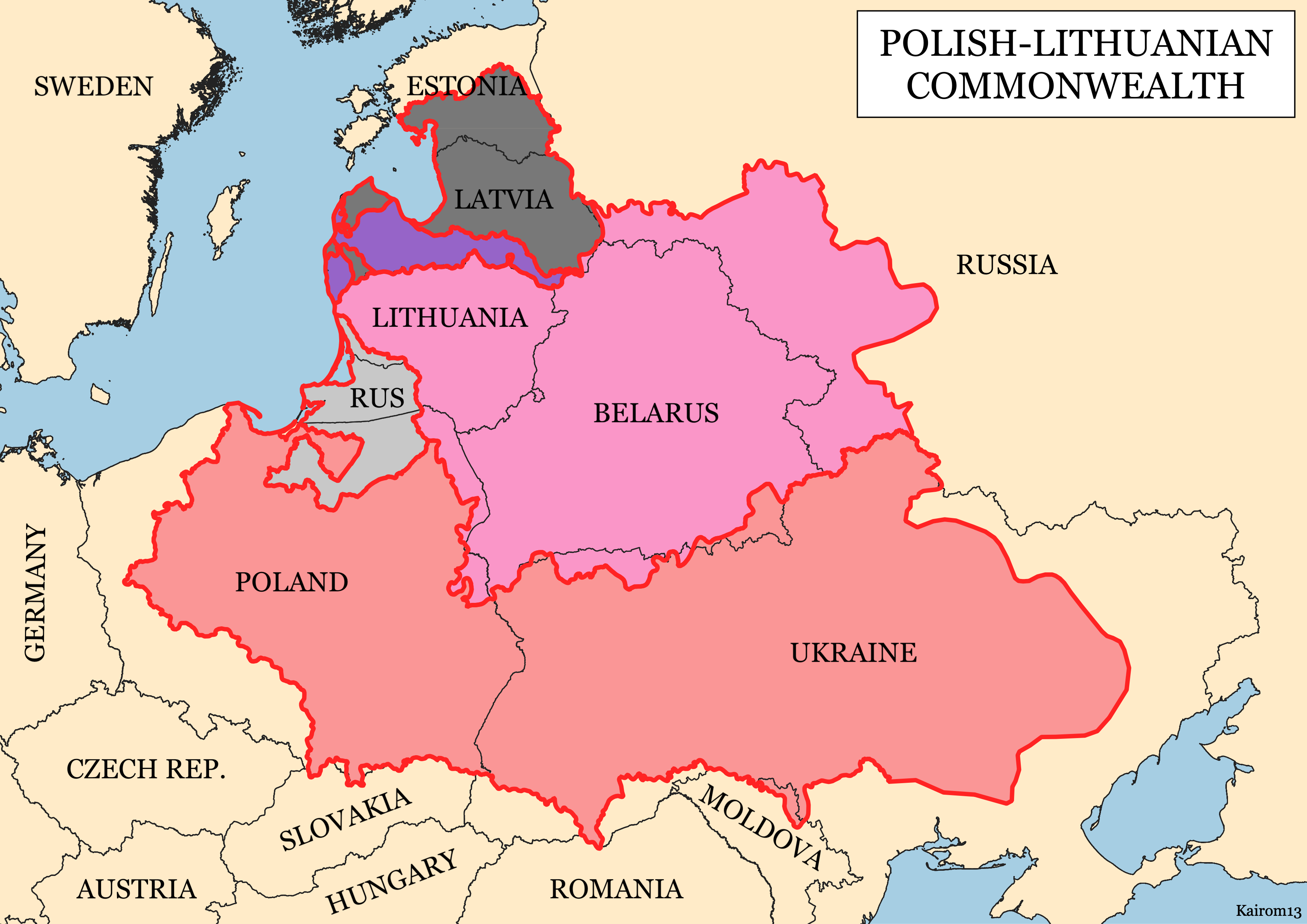
Мапа Республіки Двох Націй (Речі Посполитої)

Послідовність успадкування Польського трону — визначення спадкоємця польського престолу доволі ускладнена справа, з огляду на історію самої Польщі. 1569 року королівство Польща утворила унію з Великим князівством Литовським, Руським і Жемайтійським. Це був союз польського королівства з Великим князівством Литовським, Великим князівством Руським, які мали спільного виборного,а не спадкового короля. 
Сучасна Польща є республікою, тому послідовність успадкування престолу носить лише історіографічний та дослідницький інтерес.

## Історія
Від початків королівства Польщі й до 1370 року королями були представники династії П'ястів. Після цього, близько 50 років в Польщі і Угорщині (що були об'єднані персональною унією) правили королі й королеві з Анжу-Сицилійської династії, які боролися за спадщину Королівства Русі з претендентом на титул Короля Русі Дмитром Любартом та Великими князями Литовськими.
В результаті Кревської унії до влади в Польському королівстві прийшла династія Ягеллонів. 
1422 року дружиною Короля Польщі, Великого князя Литовського, Володаря і Спадкоємця Русі Владислава ІІ Ягайла стала українська княжна Софія з роду Гольшанських (Ольшанських), донька Князя Київського. 
Софія, яку коронували у 1424 році, народила двох польських королів: Владислава ІІІ (1424–1444) та Казимира IV (1427–1492), що володарював 48 років й поширив владу своєї династії, крім Польщі, Руси-України й Литви, ще також на Чехію, Словаччину та Угорщину.
Після утворення Речі Посполитої в Польщі, Литві, Україні і Білорусі закріпилась традиція обирати королів на загальнодержавних з'їздах шляхти. 
Конституція від 3 травня 1791 року відновила унітарність та спадковий престол у Польщі.
Проте, відбувся Третій поділ Речі Посполитої і положення Конституції про спадкове право на трон так і не набрав чинності.
Відповідно до положень Віденського конгресу Фридріха Августа змусили відмовитися від титулу Князя (герцога) Варшави, а в новоствореному "Царстві Польському" титул прийняв російський імператор Олександр I.
Після початку листопадового повстання 1830 року, сейм Королівства Польського повалив й позбавив корони династію Романових, і оголосив про період міжкоролів'я, та про свою прерогативу передачі престолу інший монаршій династії.
Таким чином польські історики вважають, що останнім "законним" королем Польщі був російський цар Микола I, якого  було позбавлено титулу і престолу (а також його нащадків) відповідно до рішення Сейму Польщі. 
Проте, російські війська придушили повстання, а цар Микола І скасував автономію Польщі й продовжував себе титулувати "царем Польським". 
5 листопада 1916 Німеччина і Австро-Угорщина створили регентське Польське королівство, владу в якому (з численними обмеженнями часів військових дій) отримала "Рада Регентства Королівства Польського", до моменту вибору й коронації нового правителя.
За планом в подальшому мав бути обраний новий король Польщі, але розбіжності між державами, які контролювали територію Польщі не дозволили цьому відбутись. Серед претендентів на польський престол називались австрійський ерцгерцог Карл Стефан Габсбург і його син Карл Альбрехт, князі королівських домів Баварії, Вюртемберга, а також Саксонії, чия правляча династія Веттінів дала Польщі двох королів (а також Великих князів Руських (Українських) Київських, Волинських та Чернігівських) і одного Великого князя Варшавського.
1918 р. Польща проголосила республіканську форму правління.
Можливих кандидатів на престол (у випадку відновлення монархії) в Польщі є велика кількість. 
Основними з них є представники Саксонської династії Веттінів та австрійської Габсбургів-Лотарінген.

## Успадкування Польського трону
- [джерело?]
- Ольгерд (1296—1377), Великий князь Литовський + Уляна Олександрівна (1325–1391), донька Анастасії Галицької
  -  Владислав II Ягайло (1362—1434), Король Польщі і Русі, Великий князь Литовський + Софія Гольшанська, донька Великого князя Київського А. Ольшанського
    -  Казимир IV Ягеллончик (1427–1492),  Король Польщі, Великий князь Литовський, Володар і Спадкоємець Русі
      - Владислав II Ягеллончик (1456–1516), король Чехії, король Угорщини, король Галичини і Волині
        - Анна Ягеллонка (1503–1547), Королева Чехії, Угорщини, Галичини і Волині + Фердинанд I Габсбурґ
          - Карл Штирський (1540–1590), ерцгерцог Австрійський.
            - Анна Габсбурґ (1573—1598), Королева Польщі, Велика княгиня Литовська, Велика княгиня Руська
              -  Владислав IV Ваза (1595—1648), Король Речі Посполитої, Великий князь Литовський, Великий князь Руський

            - Фердинанд II Габсбург (1578–1637), Король Чехії, Угорщини, Галичини та Волині 
              - Фердинанд III Габсбург (1608–1657), Король Чехії, Угорщини, Галичини та Волині 
                - Леопольд I Габсбург (1640–1705), Король Чехії, Угорщини, Король Галичини та Волині
                  - Йозеф I Габсбург (1678–1711), Король Чехії, Угорщини, Король Галичини та Волині
                    -  Марія Жозефа (1699–1757), Королева Польщі, Велика княгиня Литовська, Велика княгиня Руська
                    -  Август III Фрідріх (1696–1763) син Короля Польщі, Великого князя Литовського, Великого князя Руського  Августа II (1670–1733)
                      - Фридрих Кристиян (1722–1763), курфюрст Саксонії 
                        -  Фрідріх Август І (1750–1827), Великий князь (Герцог) Варшавський
                        - Антоній І (1755–1836), Король Саксонії
                        -  Максиміліан (1759–1838), принц Саксонії
                          - Фрідріх Август II (1797–1854), Король Саксонії
                          -  Йоганн І (1801–1873), Король Саксонії
                            - Альберт І (1828–1902), Король Саксонії
                            -  Георг І (1832–1904), Король Саксонії
                              -  Фрідріх Август III (1865–1932), Король Саксонії
                                - Фрідріх Крістіан (1893–1968), титулярний король Саксонії
                                  - Марія Емануїл (1926–2012), титулярний король Саксонії
                                  -  Альберт (1934–2012), титулярний король Саксонії

                                - Ернст Генріх (1896–1971)
                                  - Тімо (1923–1982)
                                    -  Ридігер (1953–2022), титулярний король Саксонії
                                      - Данило (*1975), претендент на трон Саксонії

                  - Карл VI Габсбург (1685–1740), Король Чехії, Угорщини, Король Галичини та Волині
                    - Марія-Терезія (1717–1780), Імператриця Священної Римської імперії, Королева Чехії, Угорщини, Королева Галичини та Волині
                      - Леопольд II (1747–1792), Імператор Священної Римської імперії, Король Чехії, Угорщини, Король Галичини та Волині
                        - Франц I (1768–1835), Австро-Угорський імператор, Король Чехії, Угорщини, Король Галичини та Волині
                          - Франц Карл Австрійський (1802–1878), ерцгерцог Австрійський
                            - Карл Людвіг Габсбург (1833–1896), ерцгерцог Австрійський, намісник Короля Галичини і Волині
                              - Отто Франц Австрійський (1865–1906), ерцгерцог Австрійський
                                - Карл I (1887–1922), Австро-Угорський імператор, Король Чехії, Угорщини, Король Галичини та Волині, Герцог Буковини
                                  - Отто фон Габсбург (1912–2011), титулярний Австро-Угорський імператор, Король Чехії, Угорщини, Король Галичини та Волині, Герцог Буковини
                                    - Карл фон Габсбург (*1961), титулярний Австро-Угорський імператор, Король Чехії, Угорщини, Король Галичини та Волині, Герцог Буковини 
                                      -  Фердинанд Звонимир Габсбурґ-Лотаринґен (*1997)

                        - Карл Людвиг Габсбурґ-Тешинський (1771–1847), родоначальник Тешинської гілки Габсбурзької династії
                          - Карл Фердинанд (1818–1874), Архікнязь Австрійський з Тешинської гілки Габсбурзької династії
                            - Карл Стефан Габсбург (1860–1933), Архікнязь Австрійський, претендент на Польський престол
                              - Лео Карл (1893–1939), Архікнязь Австрійський, капітан польської армії
                                - Леон Стефан (1928–2020)
                                  - Альбрехт (*1963)
                                  - Карл Стефан (*1967)

      -  Сигізмунд I Старий (1467–1548), Король Польщі, Великий князь Литовський, Великий князь Руський
        -  Сигізмунд II Август (1520–1572), Король Польщі, Великий князь Литовський, Великий князь Руський, Великий князь Київський, Волинський, Подільський
        - Катерина Ягеллонка (1467–1548), дружина короля Швеції Югана III. 
          -  Сигізмунд III Ваза (1566–1632), король Польщі, Великий князь Литовський, Великий князь Руський
            -  Владислав IV Ваза (1595–1648), Король Польщі, Великий князь Литовський, Великий князь Руський, Сіверський, Чернігівський, Смоленський
            -  Ян II Казимир (1609–1672), Король Польщі, Великий князь Литовський, Великий князь Руський, Сіверський, Чернігівський, Смоленський

      - Анна Ягеллонка (1476–1503), Княжна Померанії, дружина Богуслава X
        - Софія Померанська (1498–1568), дружина короля Данії та Норвегії Фредеріка I
          - Єлизавета Данська (1524–1586), Данська принцеса 
            - Софія Мекленбург-Ґюстровська (1557–1631), дружина короля Данії та Норвегії Фредеріка II
              - Августа Данська (1580–1639), Данська принцеса
                - Фрідрих III (1597–1659), герцог Гольштейн-Готторпський
                  - Кристіан Альбрехт (1641–1695), герцог Гольштейн-Готторпський
                    - Фрідрих IV (1671–1702), принц Ойтіну, герцог Гольштейн-Готторпський
                      - Карл Фридріх (1700–1739), герцог Гольштейн-Готторпський
                        -  Петро ІІІ (1728–1762), російський цар
                          -  Павло І (1754–1801), російський цар
                            -  Олександр II (1777–1825), "Великий Князь Смоленський, Литовський, Волинський і Подольський"
                            -   Микола І (1796–1855), офіційно позбавлений трону Сеймом Речі Посполитої 1831 р., придушив повстання в Речі Посполитій.